# Vilhelm av Övre Österrike
Vilhelm av Österrike, född 1370, död 1406, var regerande hertig av Österrike från 1386 till 1406. 